# Kappa Tauri
Kappa Tauri (κ Tauri, förkortat Kappa Tau, κ Tau) som är stjärnans Bayerbeteckning, är en visuell dubbelstjärna  belägen i den mellersta delen av stjärnbilden Oxen. Dess två komponenter, κ1 Tauri och κ2 Tauri har en skenbar magnitud på 4,22 respektive 5,24 och synliga för blotta ögat. Baserat på parallaxmätning inom Hipparcosuppdraget på ca 21 respektive 22 mas, beräknas den befinna sig på ett avstånd av ca 154 respektive 148 ljusår (47/45 parsek) från solen.

## Egenskaper
Kappa1 Tauri är en blå till vit underjättestjärna av spektralklass A7 IV-V. Den visar ett överskott av infraröd strålning vid en temperatur som tyder på att den har en omgivande stoftskiva i omlopp med en radie av 67 AE från stjärnan. Den har en massa som är omkring 2,6 gånger större än solens massa och utsänder från dess fotosfär ca 34 gånger mera energi än solen vid en effektiv temperatur på ca 9 000 K.
Kappa2 Tauri är en vit stjärna i huvudserien av spektralklass A7 V. Båda stjärnorna är Delta Scuti-variabler.
Mellan de två ljusa stjärnorna finns en dubbelstjärna bestående av Kappa Tauri C och Kappa Tauri D, båda av 9:e magnituden, och separerade med 5,5 bågsekunder (2013) och 175,1 bågsekunder från Kappa1 Tauri. Två andra följeslagare av 12:e magnituden fyller den visuella gruppen: Kappa Tauri E, som är 145 bågsekunder från Kappa1 Tauri och Kappa Tauri F, 108,5 bågsekunder från Kappa2 Tauri.
Kappa Tauri fotograferades i Príncipe under solförmörkelsen den 29 maj 1919 av Arthur Eddington och av andra i Sobral, Brasilien som bekräftelse på Albert Einsteins förutsägelse av ljusets böjning runt solen i sin allmänna relativitetsteori publicerad 1915.